# 영괴대
영괴대(靈槐臺)는 대한민국 충청남도 아산시 온천동 온양관광호텔에 있는, 영조가 온양의 온궁에 행차하였을 때, 함께 따라온 장헌세자(사도세자)가 무술을 연마하던 곳이다. 1984년 5월 17일 충청남도의 문화재자료 제228호로 지정되었다.

## 개요
영조가 온양의 온궁에 행차하였을 때, 함께 따라온 장헌세자(사도세자)가 무술을 연마하던 곳이다.
세자는 이를 기념하고자 온양군수 윤염에게 세 그루의 느티나무를 심도록 하였고, 이후 아들인 정조가 왕위에 오른지 19년만인 1795년에 온양군수 변위진과 충청도 관찰사 이형원에게 명하여 이곳에 대를 만들도록 하였다.
공사가 끝난 후 대 옆에 그 간의 과정을 기록한 비를 함께 세웠는데, 앞면에 새긴 '영괴대(靈槐臺)'라는 비의 명칭은 정조가 친히 써서 내려준 글씨이다.

## 참고 문헌
- 영괴대 - 국가유산청 국가유산포털